# Férel

Férel este o comună în departamentul Morbihan, Franța. În 1 ianuarie 2022 avea o populație de 3.445 de locuitori.